# Haus zum Licht

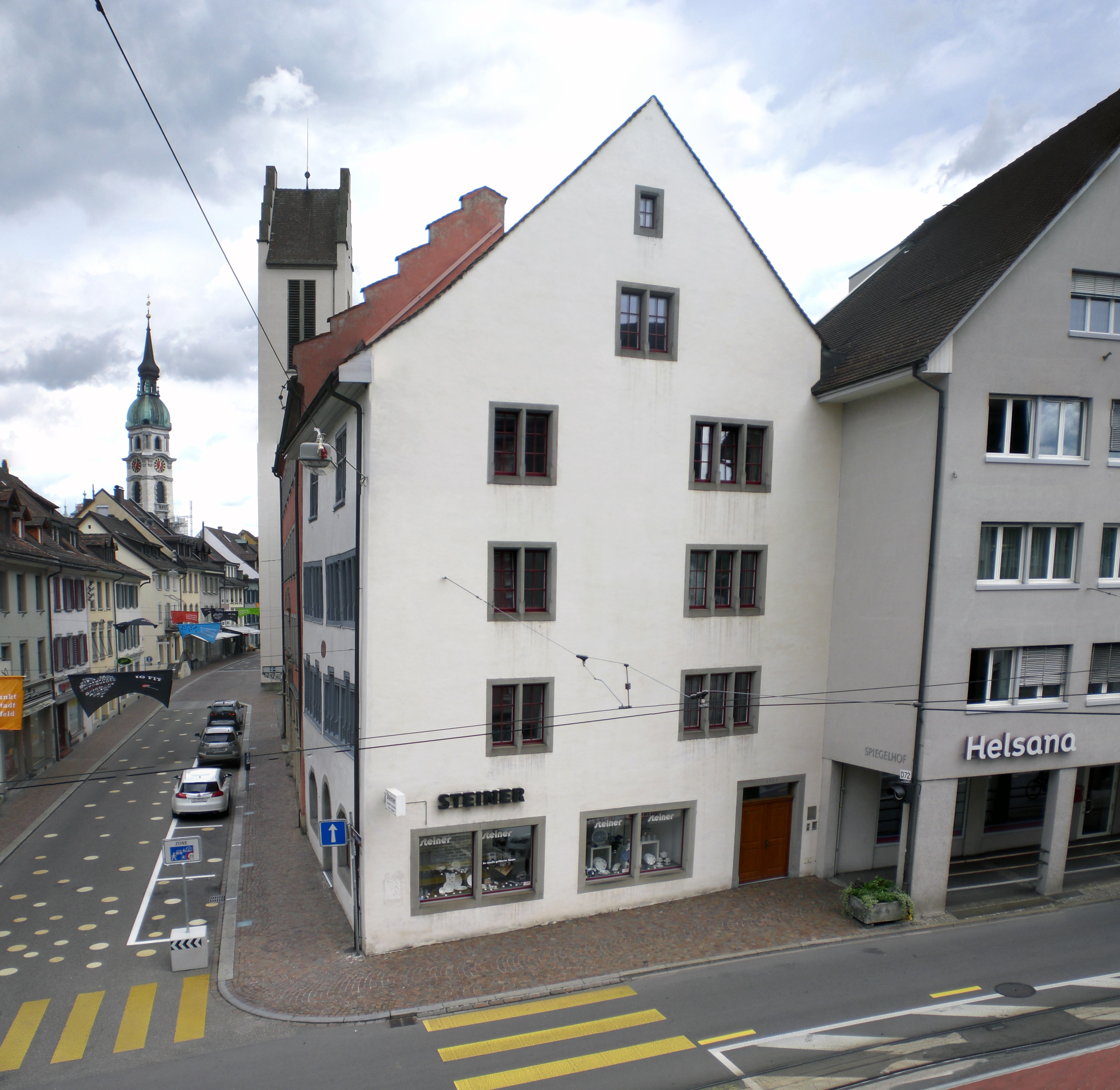
Haus zum Licht vom Rathaus aus gesehen.

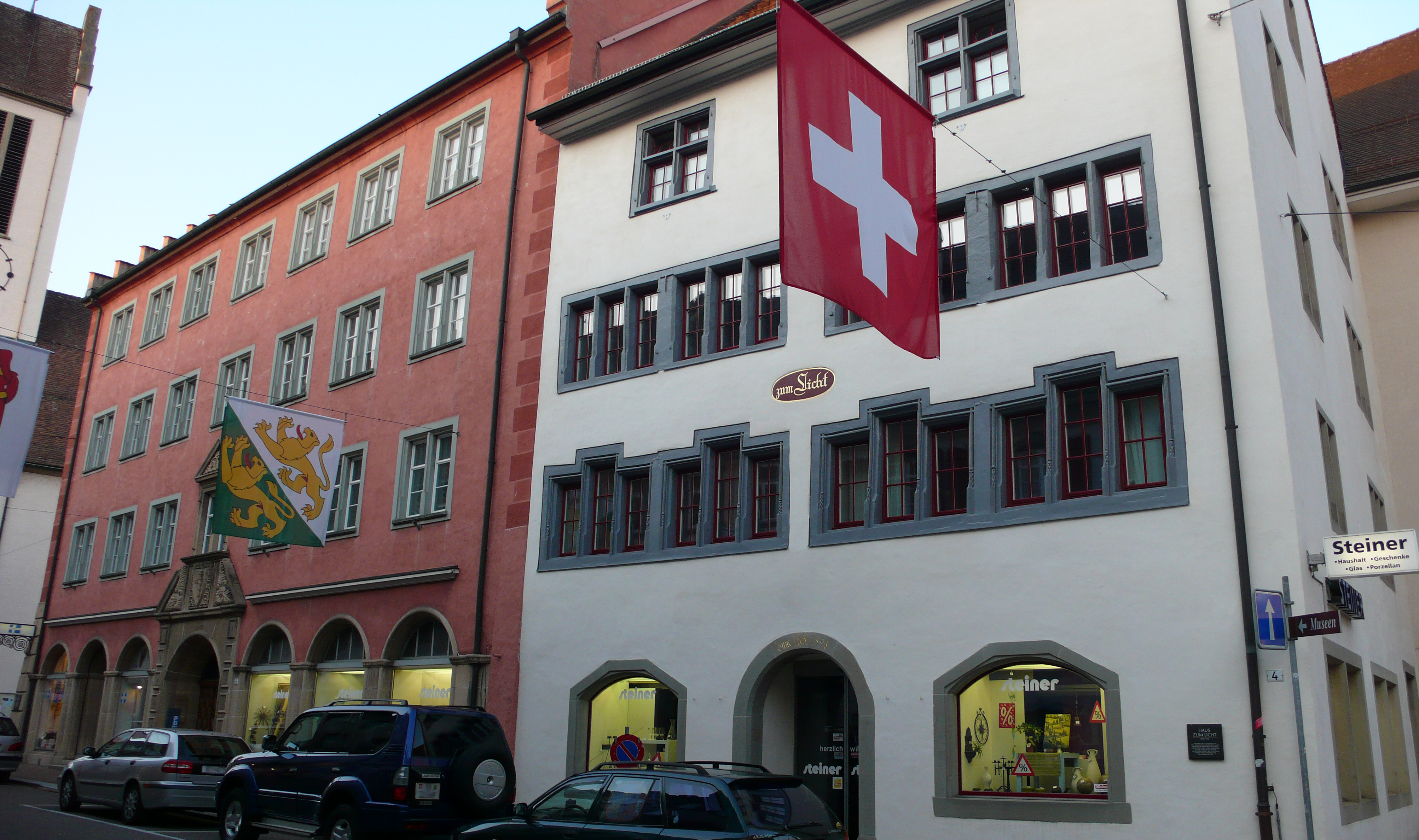
Das Haus zum Licht und links davon Haus zum Schwert.

Das Haus zum Licht ist eines der letzten spätgotischen und damit wertvollsten: S. 243 Bauwerke in Frauenfeld, Freie-Strasse 4. Östlich schliesst sich das Haus zum Schwert (Hausnr. 6–8) an. Nach der Inschrift am rekonstruierten Torbogen „Zum Licht 1598“ hat es damit als eines der wenigsten Gebäude die beiden Stadtbrände von 1771 und 1788 unbeschadet überstanden. Es wurde 1969 als „besonders wertvoll“ unter Bundesschutz gestellt.

## Baubeschreibung
Der viergeschossige, massive Sandsteinbau, der ursprünglich als Herrensitz errichtet worden war, bildet heute als traufständiger Kopfbau nach Westen hin das Eckhaus der südlichen Häuserzeile in der Freie-Strasse. Während die beiden Fronten im Erdgeschoss mehrfach umgewandelt wurden – nach 1880 zuletzt 1968/69 wieder verkleinert –, ist die Fenstergliederung in den Obergeschossen noch originalgetreu: zwei symmetrisch gespiegelte Staffelfenster im ersten Obergeschoss sind dabei besonders erwähnenswert. Im zweiten Geschoss wird die Fenstergliederung ohne Staffelung aufgenommen. Dadurch wird die Front des Hauses kunstvoll gegliedert. Die Fensterflächen sind für die damalige Zeit ungewöhnlich gross, der Lichteinfall ins Haus dürfte also auffallend hell gewesen sein. Ein Zusammenhang zum Namen des Hauses ist zwar naheliegend, lässt sich aber nicht belegen.
Das heute weiss verputzte Gebäude besass bis 1939 verschiedene historisierende, ornamentalische Grisaille-Malereien sowie über den Fenstern des zweiten Obergeschosses drei szenische Darstellungen der Frauenfelder Gründungssage: „v. Sehens Br[a]utwerbung“, „Erbauung der Burg“ und „v. Kyburgs Lehenübergabe“.
In den 1950er und -60er Jahren stand das Haus kurz vor seinem Abbruch, weil das baufällig gewordene Bauwerk nach Meinung des Stadtrates einer Strassenverbreiterung weichen sollte. Vor allem durch das Engagement des Stadtbewahrers Albert Knoepfli wurde es mit Hilfe des Bundes unter Schutz gestellt und restauriert. 2010 stellt sich heraus, dass die Restauration aus den 1960er Jahren wenig professionell ausgeführt worden war. Insbesondere die Fenster und gotischen Fensterlaibungen des Obergeschosses hatten bedenkliche Schäden, die eine erneute Totalsanierung erforderlich machten. Offensichtlich wurde damals mit zementhaltigem Füllstoff gearbeitet. Die Farbe Grau wurde als ursprünglich nach Fertigstellung der teils massiven Oberflächenbehandlung von Fensterprofilen und Gewänden anerkannt und deshalb im Sommer 2011 wiederverwandt.
Die gassenseitigen Räume sind erhalten, die hinteren Räume wurden 1969 „auf gestalterisch anspruchslose Art neu erbaut“.

## Geschichte
Das Haus steht an einer Stelle, die seit der Gründung Frauenfelds schon immer als bebaut gilt. Es gehörte damals der einflussreichen, landadligen Familie Hofmeister, aus deren Geschlecht auch Nikolaus, Bischof von Konstanz, hervorging. Mit dem Aussterben der Familie Hofmeister ging der Besitz auf Heinrich Muntprat IV. (1450–1501) über. Bereits 1458 hatte dessen Familie die Besitzungen Spiegelberg bei Wetzikon TG erworben, weshalb das Nachbarhaus, das ebenfalls zu den Liegenschaften Muntprats gehörte, in Frauenfeld „Spiegelhof“ genannt wurde. An den Spiegelhof angebaut war ein Häuschen von Uli Wüest, das Mundprat 1498 abreissen und neuerbauen liess. Fortan wohnten die Muntprats nicht mehr im Spiegelhof, der ab 1504 Wohnsitz des Landvogts wurde, sondern in ihrem Neubau namens „Licht“. Frauenfeld war genau um die Jahrhundertwende, nämlich 1499, ständiger Sitz des
eidgenössischen Vogts im Thurgau geworden.
Ab 1546 ging der Besitz des „Licht“ an die Ministerialenfamilie Landenberg, 1592 an Caspar Müller über, der das Anwesen bis 1598 um- oder ausbaute und als Herrensitz nutzte. Müller war seit 1591 Mitglied des Kleinen Rates, 1599–1609 Statthalter und 1610 und 1611 Schultheiss von Frauenfeld. Er erlag wahrscheinlich 1611 der Pest, die in jenem Jahr 326 Todesopfer forderte. Im englischen Herrenhaus Nonsuch Mansion in Cheam, ein Stadtteil des Londoner Stadtbezirks London Borough of Sutton, Surrey, nahe London ist ein von einem Caspar Müller und seiner Gemahlin gestiftetes Glasfenster erhalten, dessen Inschrift lautet: „Caspar Müller Statthalter vñd des Raths zu Frawenfelld vnd Ellsbeth Gsellhenßin sin ehelicher Gmahell · 1601“.: S. 245 Das Fenster ist dort Teil eines dreiflügeligen Fensters gleich rechts neben dem Haupteingang und wahrscheinlich über den Antiquitätenhandel bereits im 19. Jahrhundert im Zuge der Säkularisation nach England gelangt.
Nach Caspars Tod ging der Besitz auf seinen Sohn Hans Melchior (1596–1660) über, der ebenfalls hohe Ämter der Stadt bekleidete: Stadtvogt, Richter, Stadtfähnrich, Baumeister und Ratsherr. Dessen Sohn Hans (1618–1668) war als Goldschmied ebenfalls Ratsherr. Hans’ Erben, seine Söhne Melchior (1649–1734) und Leonhard, waren Handwerker und teilten sich das Haus je hälftig. Mit einem solchen Hauserwerb standen den Ansässigen hohe Stadtämter offen, was sonst nur Recht der zur Bürgergemeinde Frauenfeld gehörenden Bürger war.
Durch diese Zweiteilung in das obere Stockwerk „mit Feuer und Rauch“, also dem Anrecht, in den Kleinen Rat gewählt zu werden, und das untere Stockwerk, in dem noch bis weit ins 19. Jahrhundert Nachfahren der Müllers wohnten und dort zum Teil ihr Handwerk ausübten, gingen diese beiden Haushälften sogar an verschiedene Familien über.
Die Giebelseite des Hauses zum Licht wurde 1794 durch ein neues Eckhaus, das „Neue Spiegelhofhaus“, ergänzt. Der enge Durchlass Holdertor wurde so auf nur fünf Meter zum gegenüberliegenden Bären verengt. Mit der 1878 eingerichteten Wilerbahn und wenig später immer mehr aufkommendem Autoverkehr wurde das Gebäude zu einem ernsten Verkehrshindernis. Mit dem projektierten Abriss des Spiegelhofes drohte im Zuge von Stadterweiterung und Urbanismus auch in Frauenfeld die Einbeziehung des Hauses zum Licht. Zehn Wettbewerbsentwürfe wurden 1926 vorgelegt. Den ersten Platz errang das ortsansässige Architekturbüro Brenner & Stutz, das nach „altdeutschem Gepräge“: S. 252 mit Arkaden im Erdgeschoss, reicher Fenstergliederung und etagierten Erkern vorgesehen hatte. Der Grundwert lag für den Spiegelhof damals bei etwa 62'000 Franken, für das Haus zum Licht bei 99'000 Franken. Die Gemeindeverwaltung entschied sich aber nur für die „kleine Lösung“ ohne Lichthaus, in der Abstimmung als Bürgervorlage wurde sie dann ganz abgelehnt. 1944 kam ein neuer Ideenwettbewerb auf, infolgedessen 1950 der Spiegelhof vom Gebäudeversicherungsanstalt des Kanton Thurgau aufgekauft wurde mit dem Ziel, den Durchgang zu erweitern. Erst 1969 wurde die kleine Lösung realisiert, das Haus zum Licht blieb trotz massiver Bauschäden davon unberührt, doch erfolgte im Rahmen der Untersuchungen der Gebäudesubstanz seine Unterschutzstellung durch das Denkmalamt.: S. 257
Mit dem Abbruch des Neuen Spiegelhofes erhielt das Haus zum Licht wieder seine freie Giebelseite nach Westen hin.